# Móng Cái 3
Móng Cái 3 là một phường thuộc tỉnh Quảng Ninh, Việt Nam.